# Садовников, Василий Семёнович
Васи́лий Семёнович Садо́вников (16 [28] декабря 1800, Санкт-Петербург — 26 февраля [10 марта] 1879, там же) — русский рисовальщик и акварелист.

## Биография
Брат архитектора П. С. Садовникова (1796—1877). Самоучка из крепостных крестьян, принадлежал княгине Н. П. Голицыной — прообразу старой графини в «Пиковой даме» А. С. Пушкина. Вольную получил в 1838, после смерти княгини, уже будучи весьма известным художником. По некоторым данным, в Академии художеств всё-таки не учился, но звание свободного неклассного художника получил в том же 1838 году. Самоучка, «занимался перспективной живописью сам собою».

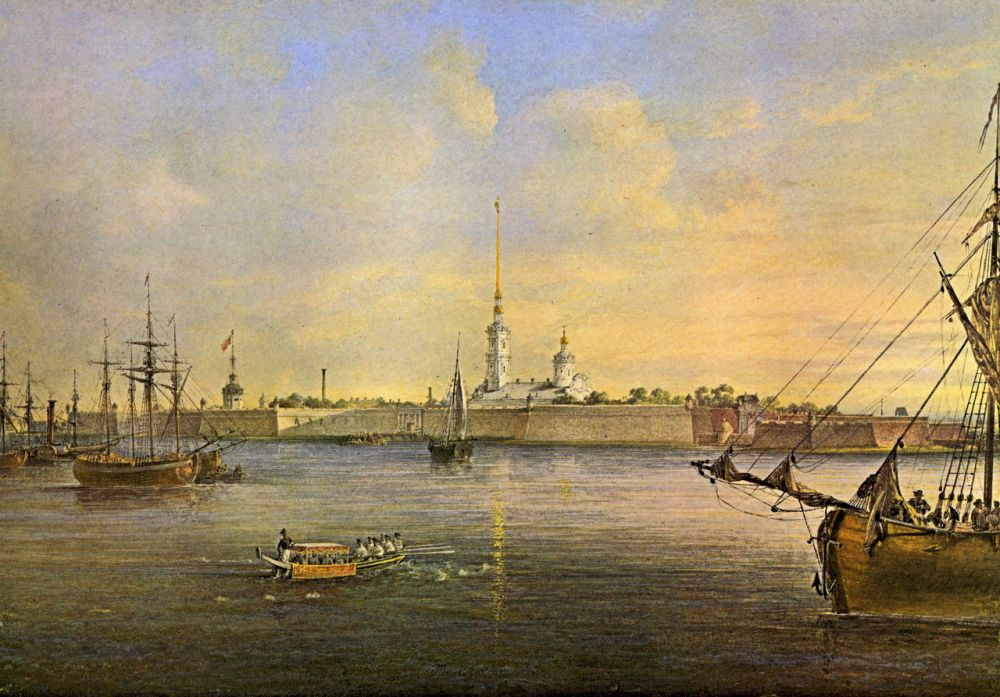
В. С. Садовников. Вид Невы и Петропавловской крепости. 1847. Бумага, акварель. Государственный Эрмитаж, Санкт-Петербург

Мастерство акварелиста приобрел, раскрашивая чужие гравюры и литографии. Позднее, в Академии художеств, ученик М. Н. Воробьёва. С 1852 года академик Императорской Академии художеств.
По поручениям императоров Николая I и Александра II выполнил множество видов Зимнего дворца с происходившими перед ним парадами и смотрами, зал этого дворца, а также загородных дворцов с их парками. Много работал для «Памятной книжки», издаваемой Главным Штабом; рисовал на камне для издателей литографии. Он был мастером точного в деталях городского пейзажа и изображения архитектурных интерьеров. Выполнил множество видов Санкт-Петербурга, Москвы, Ревеля, Вильны, Гельсингфорса, Новгорода, Тамбова.
Его серия литографий, изображающих обе стороны Невского проспекта от Адмиралтейской площади до Аничкова моста, известна как «Панорама Невского проспекта» (1830—1835). Эта работа была заказана художнику известным издателем и меценатом А. М. Прево. Садовников по рисункам с натуры написал акварелью изображения зданий, дополнил их «характерными типами» — прохожими, разносчиками. Акварели, отпечатанные с литографских камней в тридцать листов, склеили в две непрерывные ленты длиной около шестнадцати метров каждая, изображающие все здания по обеим сторонам Невского проспекта. Панораму рассматривали, постепенно разворачивая рулоны с изображениями.
Оригиналы акварельной панорамы Садовникова (сохранилась одна пятая часть) находятся в Российской национальной библиотеке, литографированная панорама — в научно-исследовательской библиотеке Академии художеств в Санкт-Петербурге. Первое факсимильное издание нашего времени было осуществлено издательством « Аврора» в 1974 году .
Был похоронен на Митрофаниевском кладбище; могила утрачена.
Работы художника хранятся в Эрмитаже, Русском музее, Государственном музее истории Санкт-Петербурга и других музеях.

## Галерея
Все виды ниже, кроме особо указанных, относятся к Санкт-Петербургу.

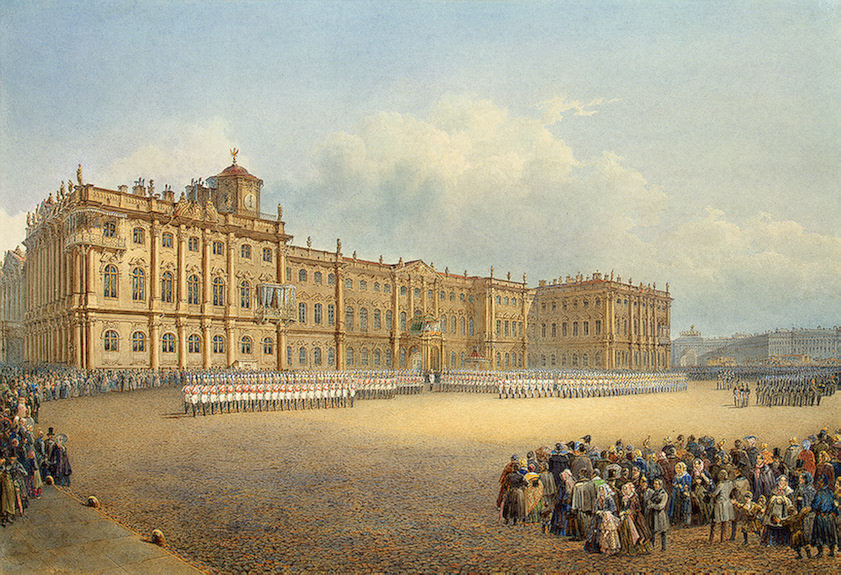
Вид Зимнего дворца со стороны Адмиралтейства. Развод караула
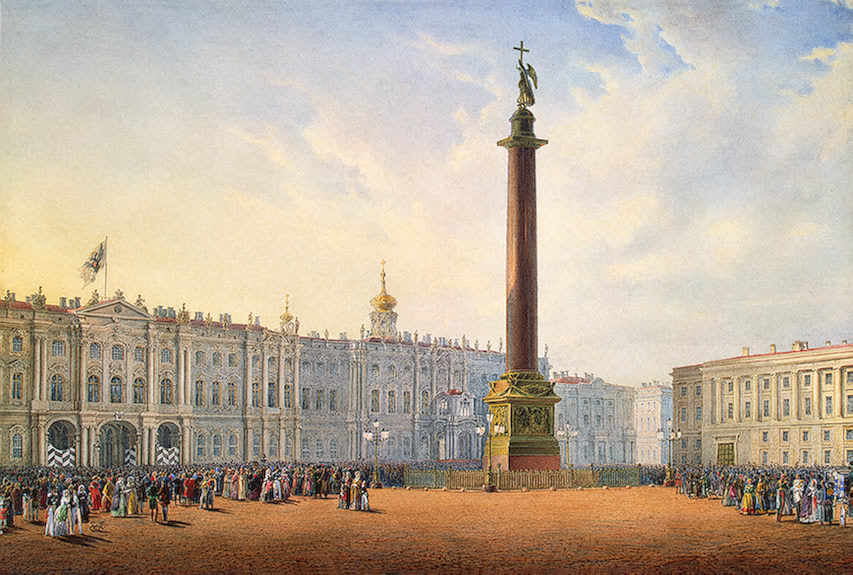
Вид Дворцовой площади и Зимнего дворца
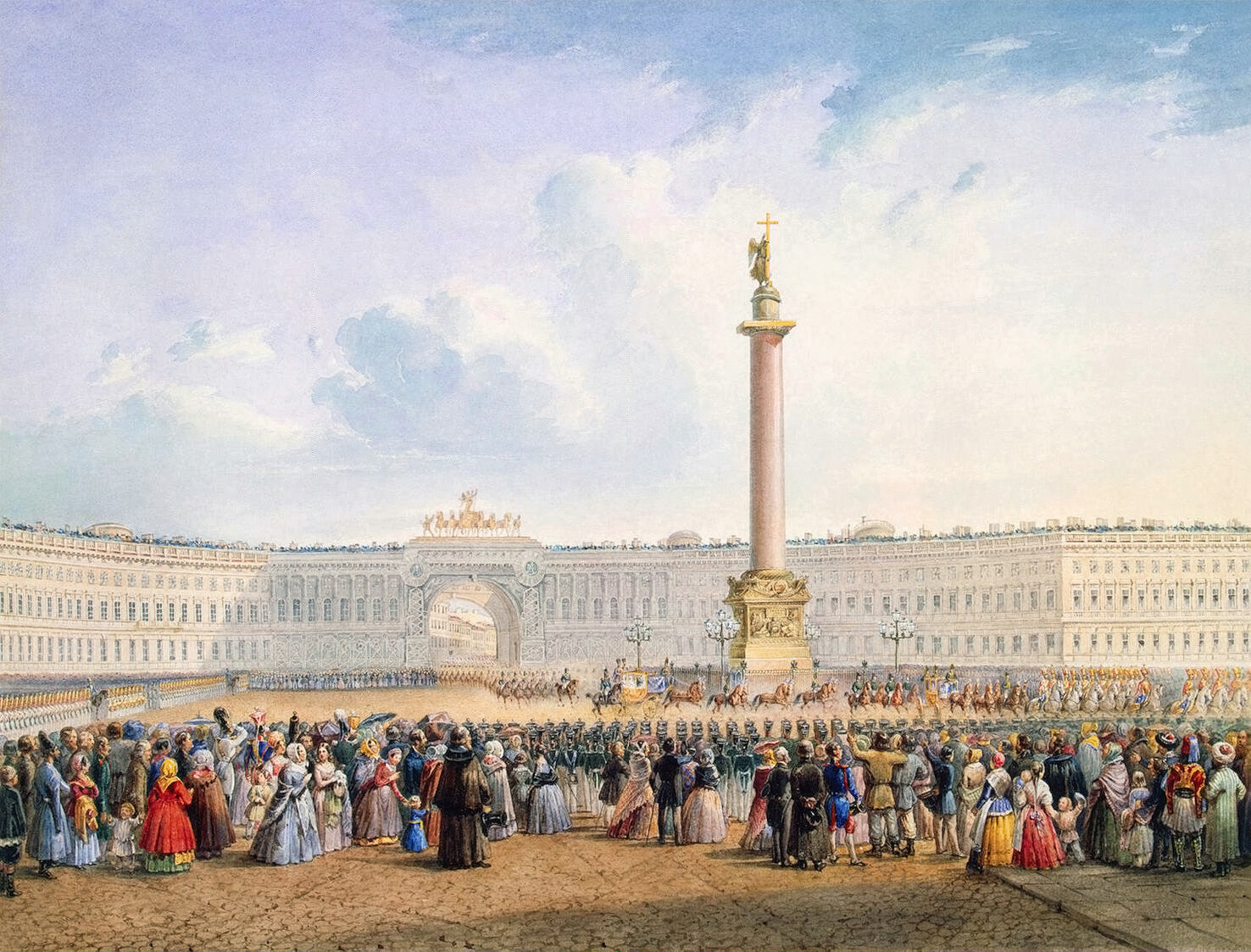
Вид Дворцовой площади и здания Главного штаба
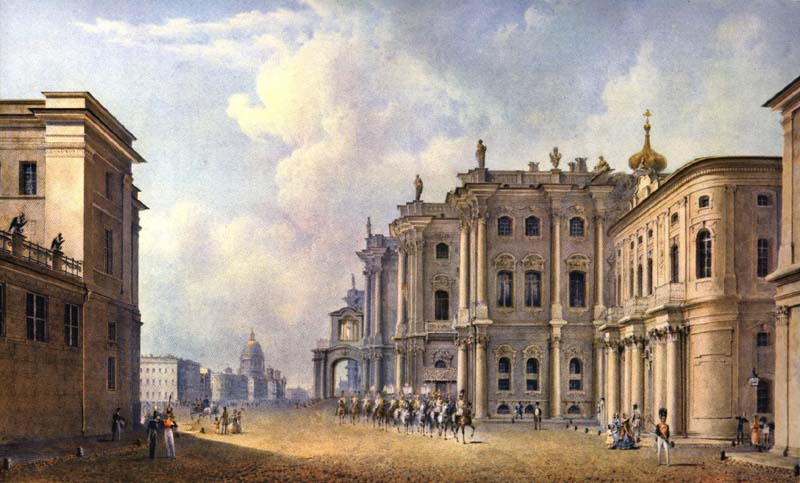
Вид Дворцовой площади с Миллионной улицы
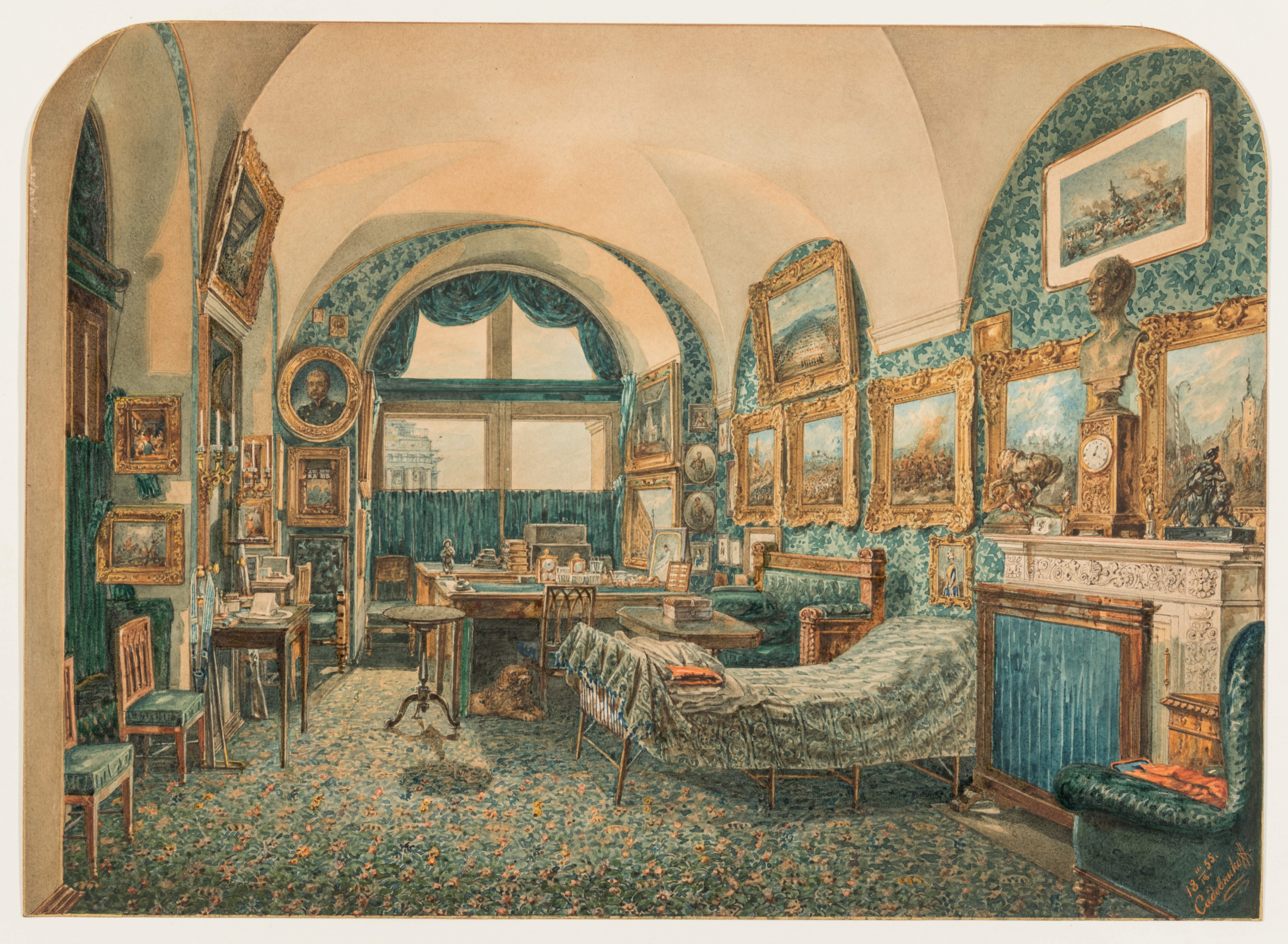
Кабинет Николая I в Зимнем дворце
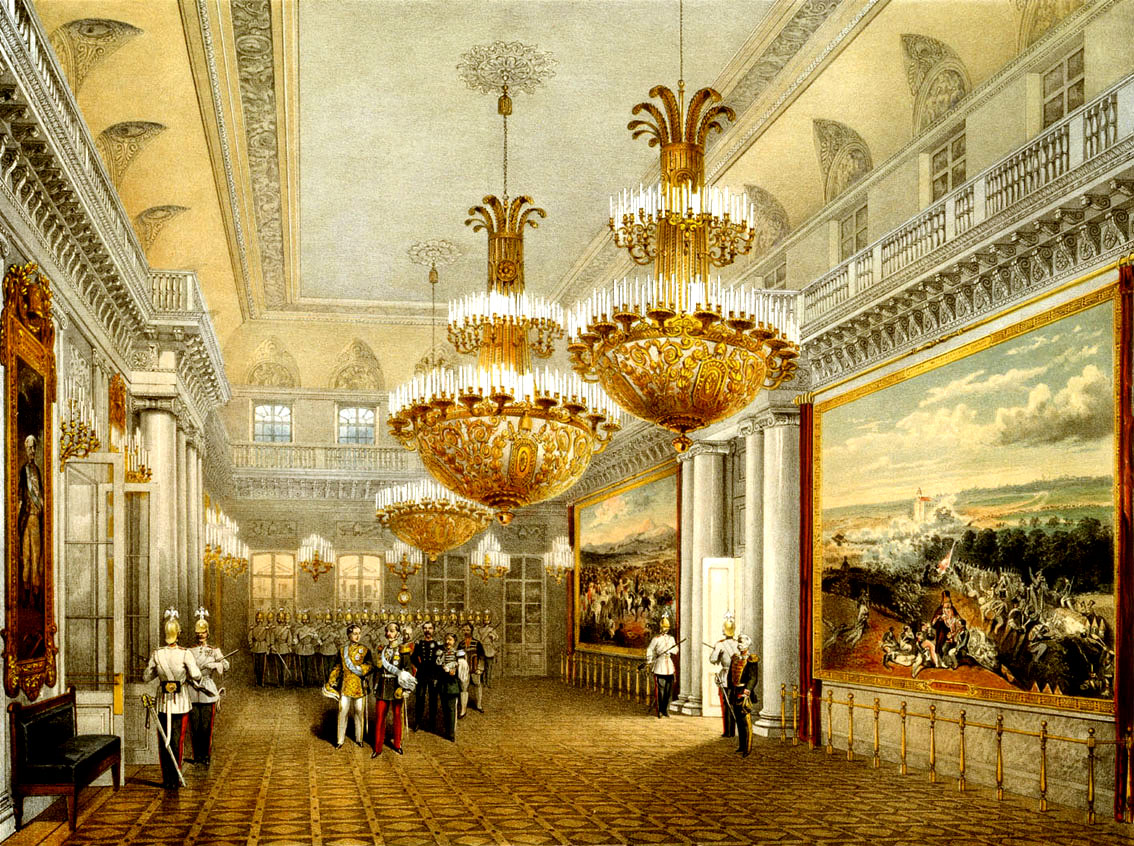
Фельдмаршальский зал Зимнего дворца
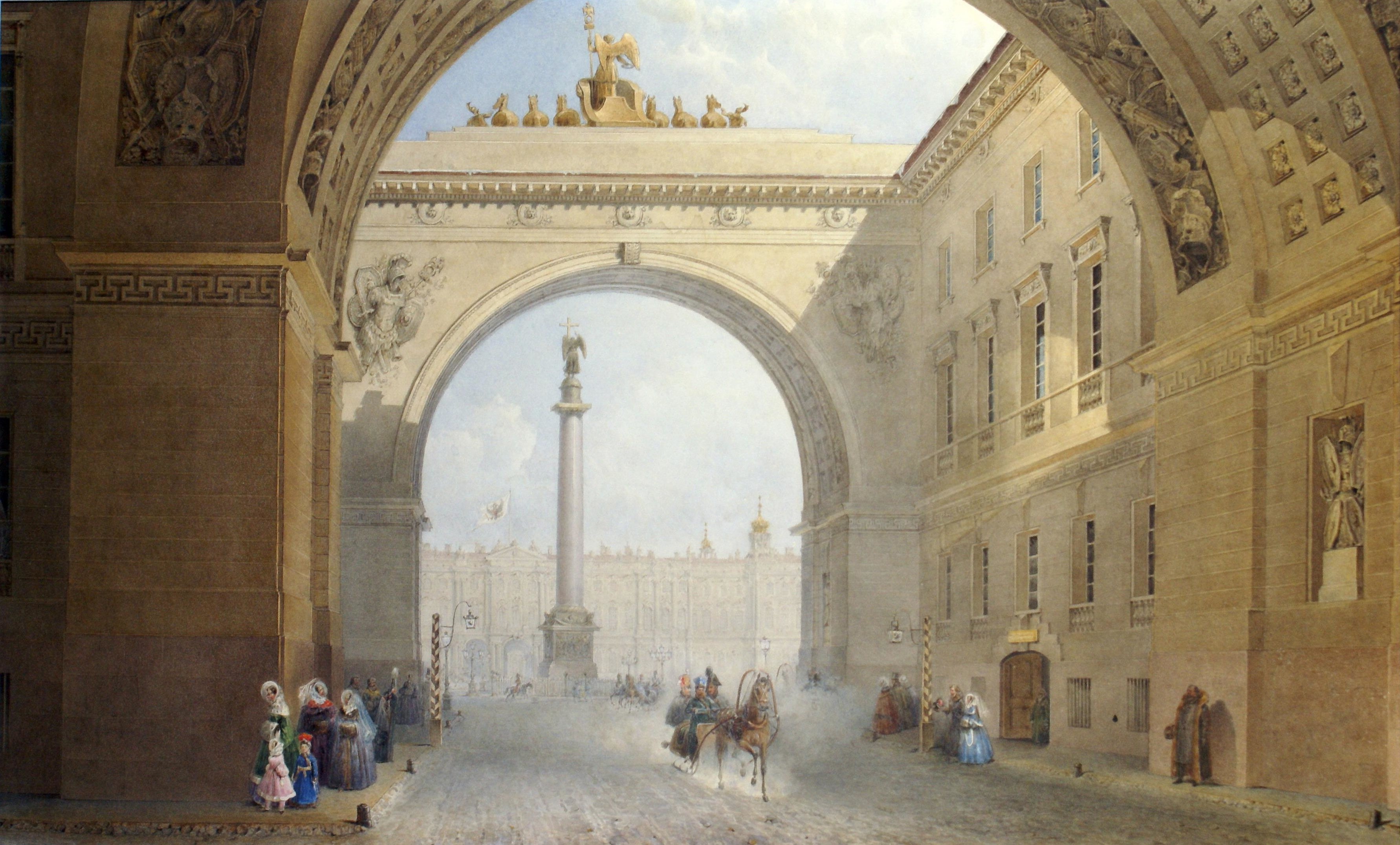
Арка Главного штаба
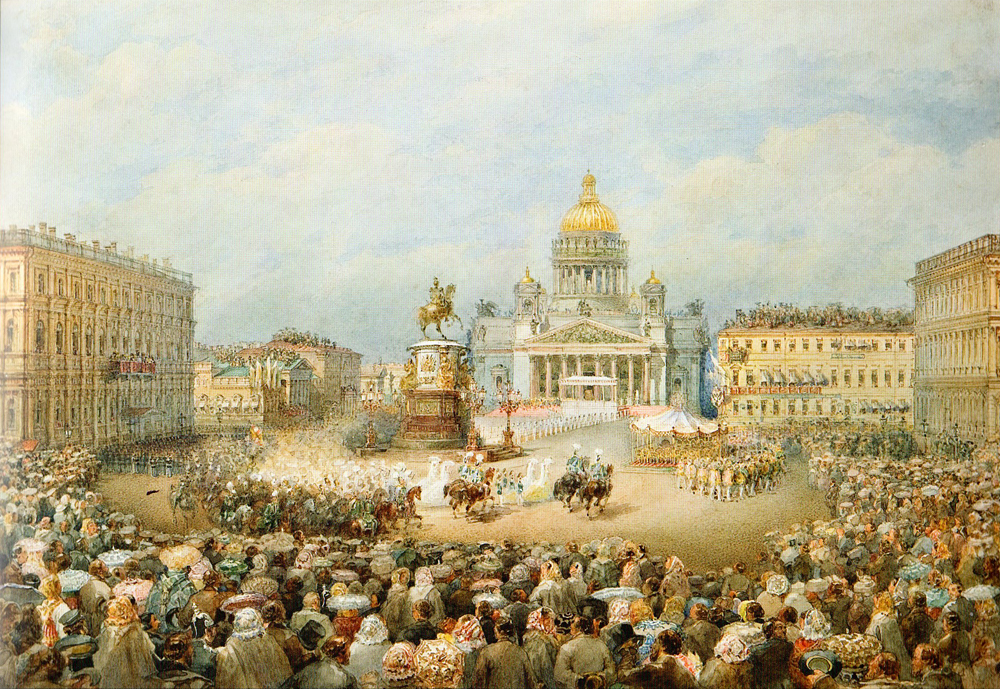
Открытие памятника Николаю I на Мариинской площади (1859)
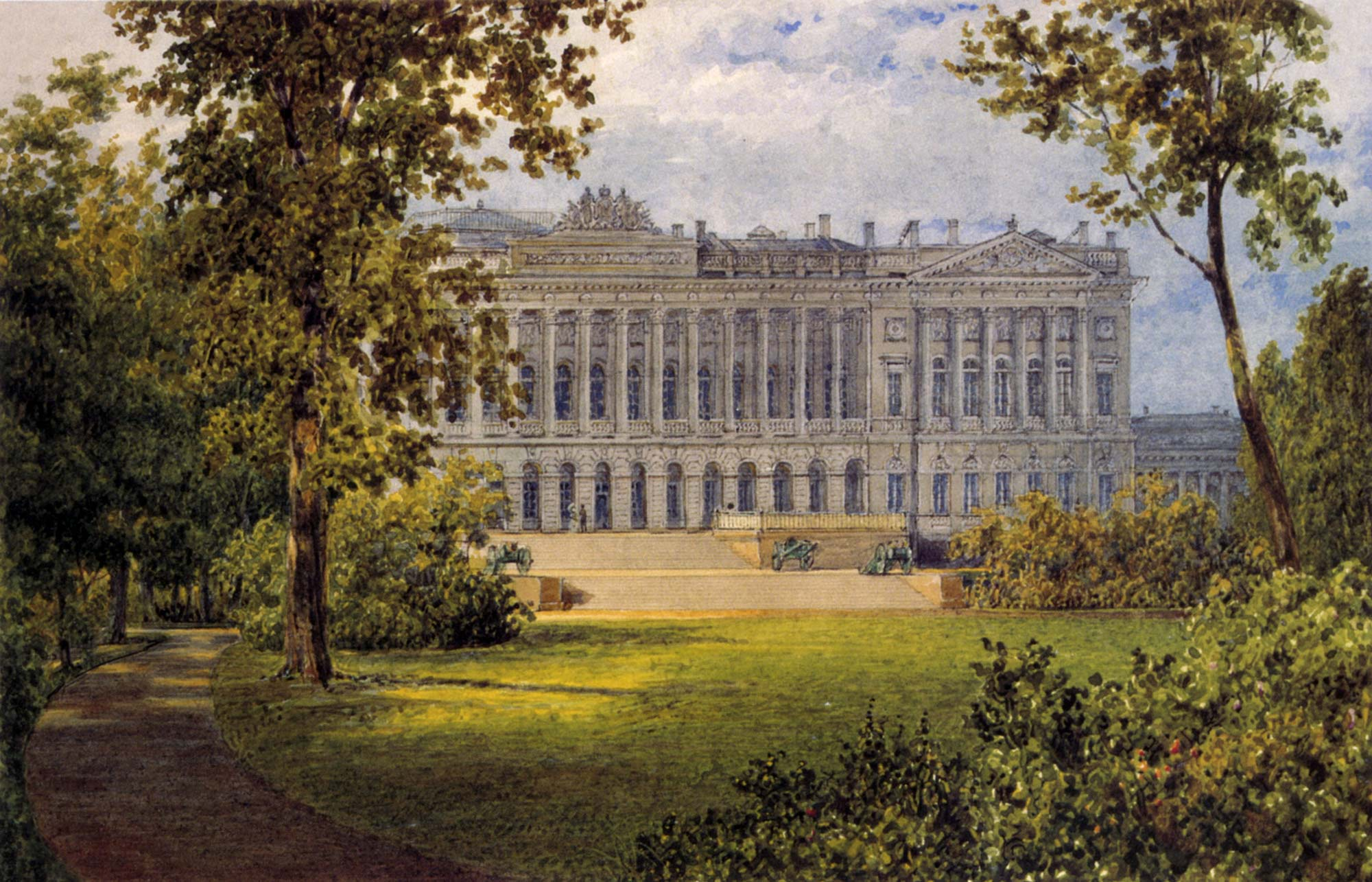
Вид Михайловского дворца со стороны главного фасада (1847)
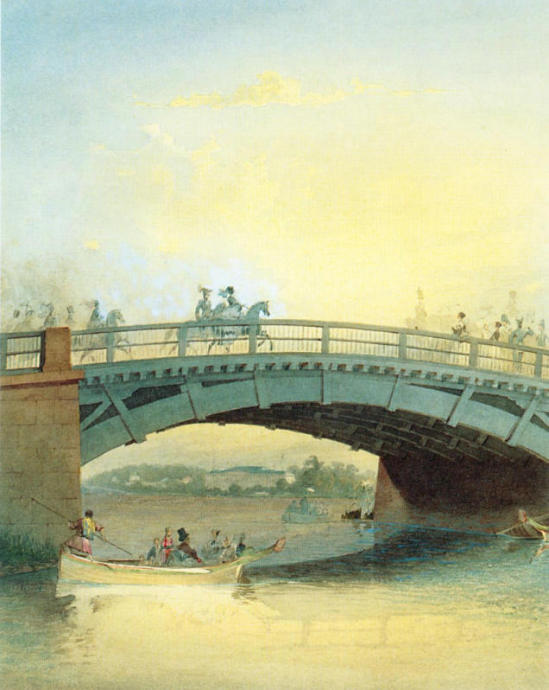
Каменноостровский мост (1830)
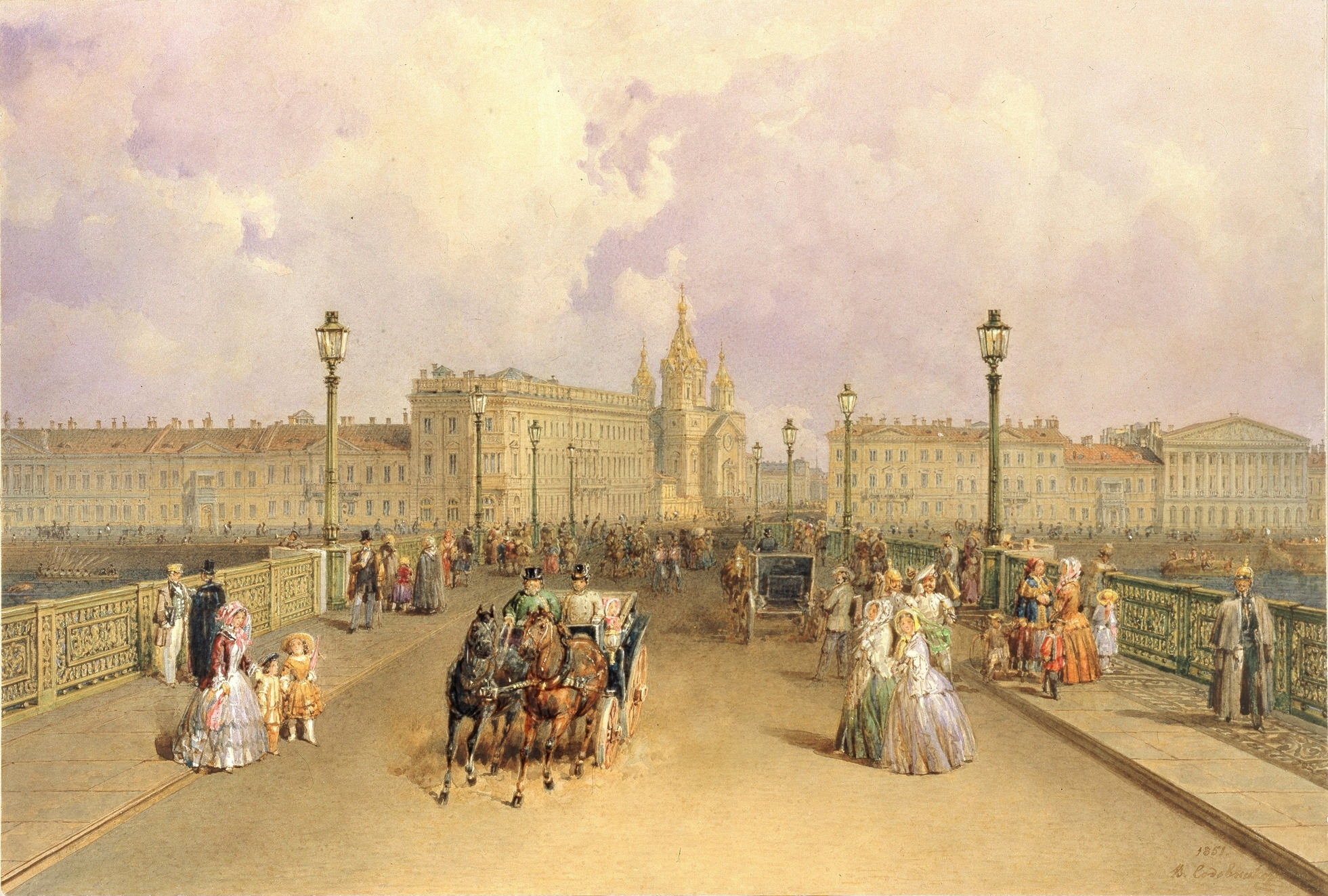
Вид на Благовещенский мост (1851)
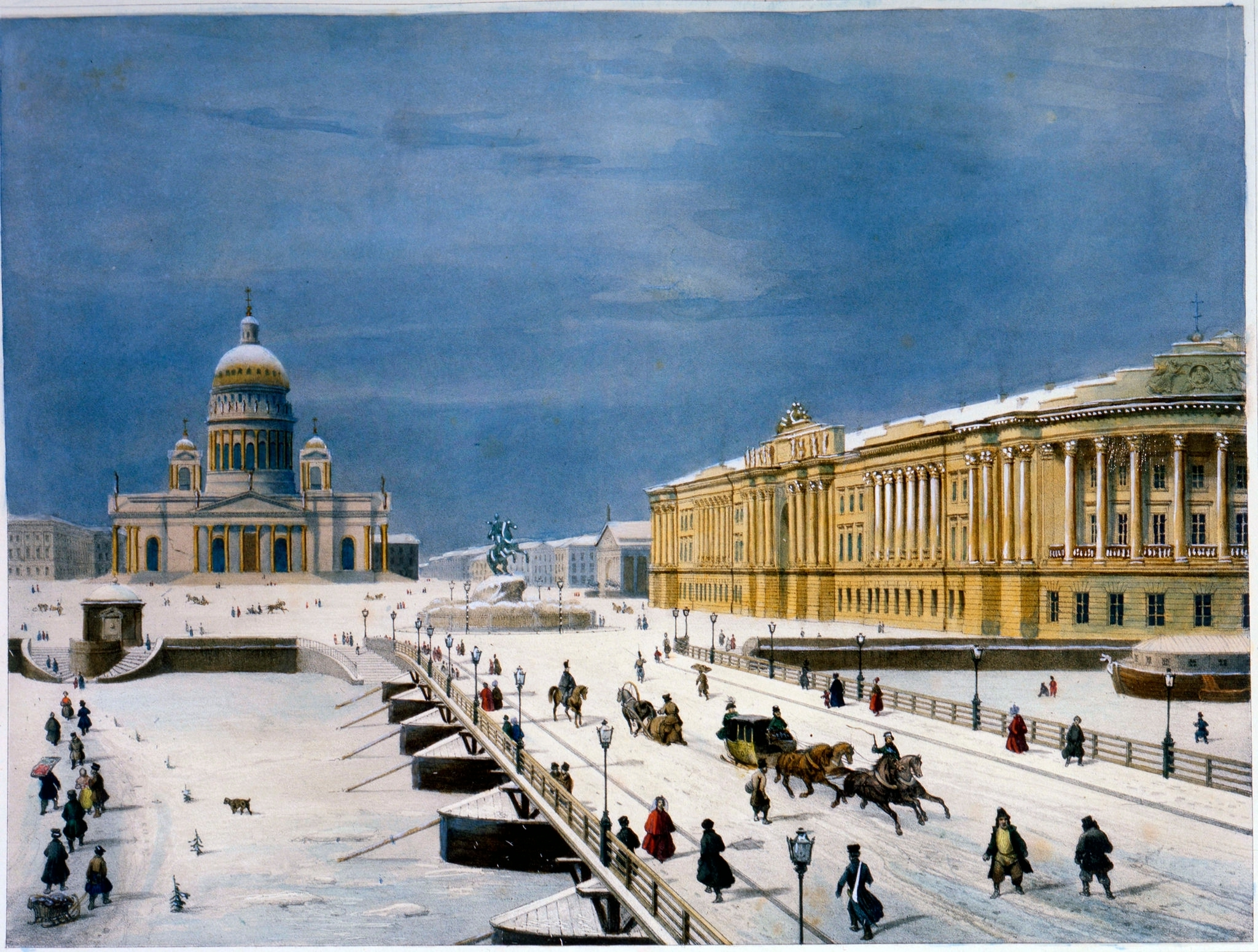
Наплавной Исаакиевский мост
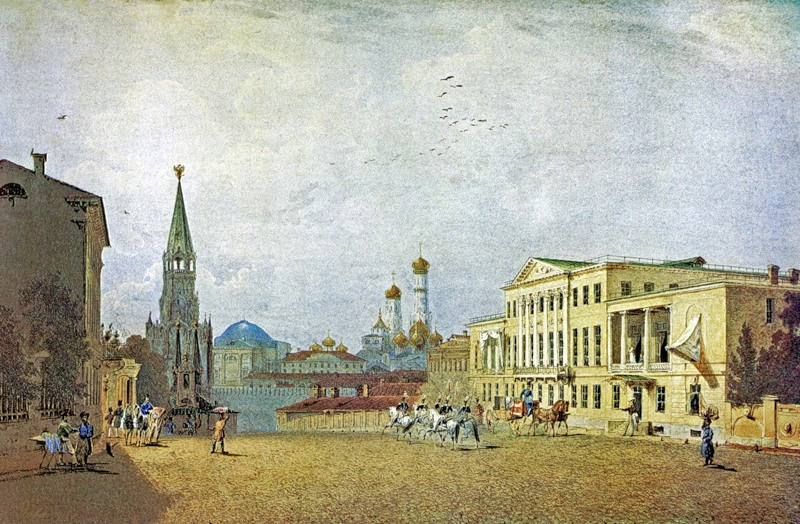
Дом Талызина (справа) на Воздвиженке в Москве
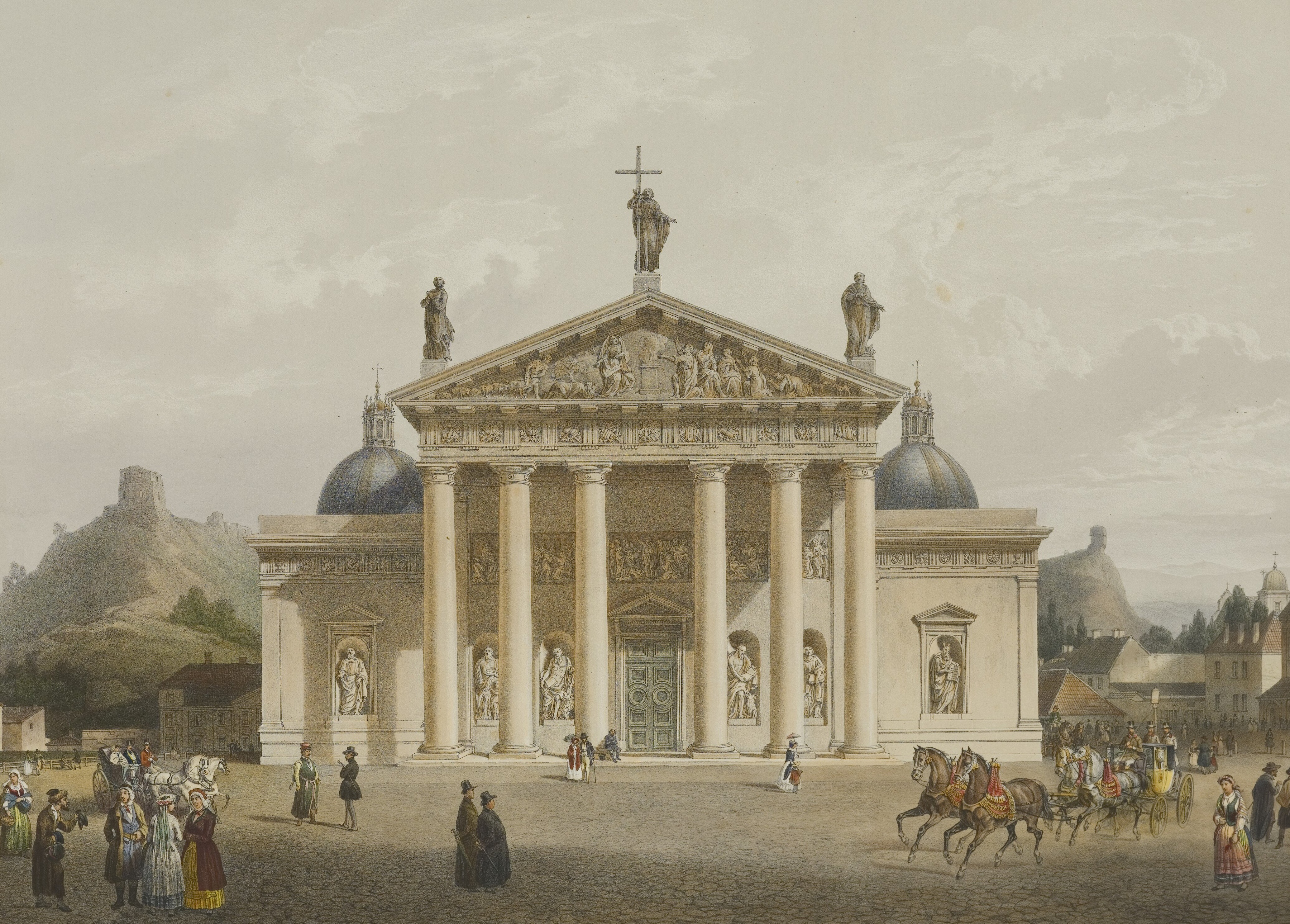
Кафедральный собор Св. Станислава в Вильне (1847)